# カルパティア山脈
カルパティア山脈（カルパティアさんみゃく、またはカルパチア山脈（カルパチアさんみゃく））は、中央ヨーロッパ・東ヨーロッパの山脈である。

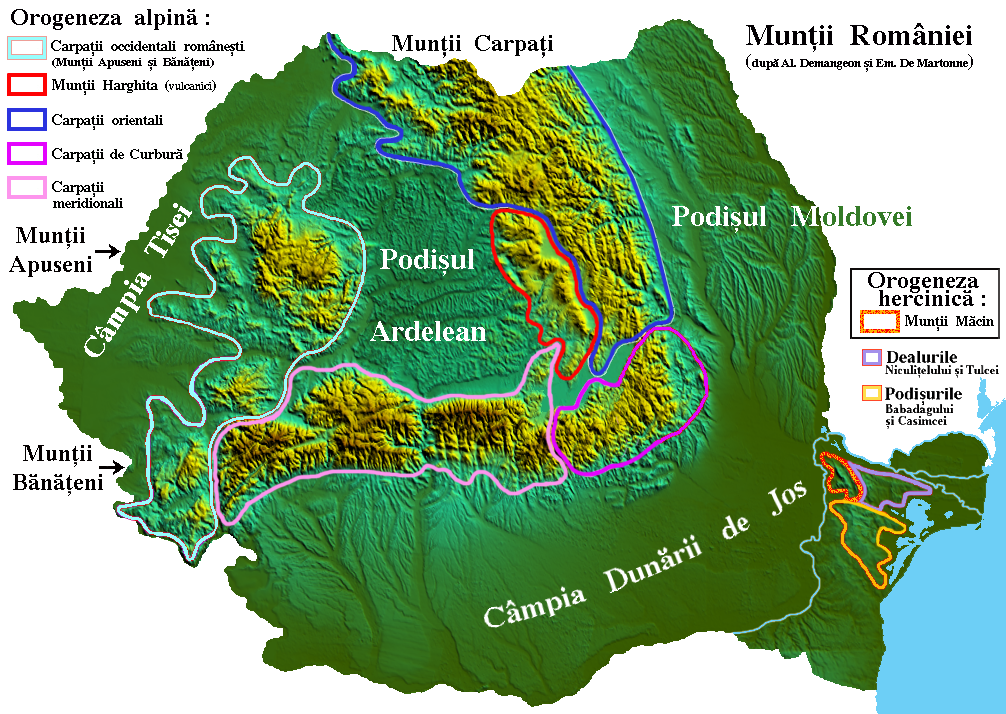
カルパティア山脈はルーマニアの地表の約3分の1を占めている。

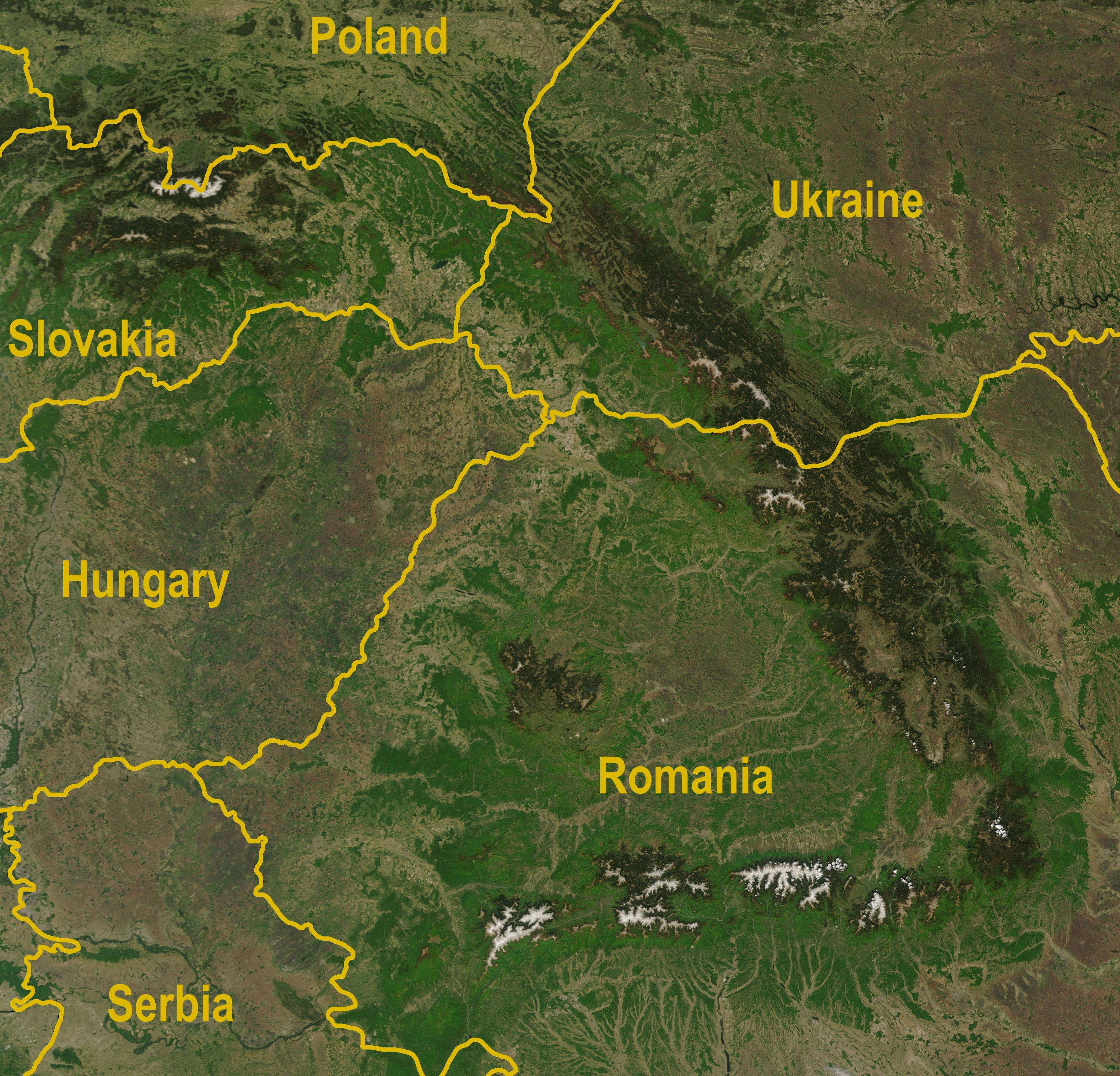
カルパティア山脈の衛星写真

## 概要
主にスロバキア、ポーランド、ウクライナ、ルーマニアと、周辺のチェコ、ハンガリー、セルビアにまたがっており、全長約1500km。スロバキアのブラチスラヴァ付近から北東に延び、東、南東へ向きを変えてルーマニア中部のトランシルヴァニアに達し、さらに西、北へと向きを変える。
最高峰はスロバキアの最高峰でもあるゲルラホフスカ山（2,655m）。アルプス・ヒマラヤ造山帯に属する新山系だが、アルプス山脈ほど険しくはない。
豊富な生物多様性があり、一部は「カルパティア山脈とヨーロッパ各地の古代及び原生ブナ林」としてユネスコの世界遺産に指定されているほか、3カ所のユネスコの生物圏保護区および多数のラムサール条約登録地がある。
岩塩、天然ガス、石油、鉄鉱石、貴金属などを産出する。第一次世界大戦のころオーストリア軍とドイツ軍が冬季にナポレオン張りに山越えを敢行し、ロシアに戦わずして80万の損害を出したことがある。

## 名称
カルパティアの名の由来については諸説あり、よくわかっていない。古代スラヴ語で「山脈」を意味する語（Chorwat、Chrbat など）に由来するという説は、スラブ人がこの地域に移動する以前の文献にこの語が見える（2世紀のプトレマイオスの『ゲオグラフィア』）ために成立しない。各国語による呼称は、チェコ語・スロバキア語・ポーランド語で Karpaty、ウクライナ語: Карпати、ルーマニア語: Munţii Carpaţi、英語: Carpathian Mountains または Carpathians など。
日本語では、ときにカルパート山脈ともいう。
|  |  |  |
|  |  |  |

## 各部
以下の部分には、固有の名称がある。
- タトラ山脈
ビソケタトリ (Vysoké Tatry) とも。
北西部。チェコ、スロバキア、ポーランドの国境地帯を東西に走る。最高峰はスロヴァキアのゲルラホフスカ山 (Gerlachovský štít, 2663 m)。
- ベスキディ山脈（英語版） (Beskydy)
北東部。スロバキア、ポーランド、ウクライナの国境地帯を北西‐南東に走る。最高峰はポーランド・スロヴァキア国境のバビヤ・グラ (Babia Góra, 1724 m)。
- アプセニ山脈（ルーマニア語版、英語版） (Apuseni)
北部。カルパチア盆地やハンガリー大平原、トランシルヴァニア高原、クリシャナ（英語版）（Crișana）に接する。
- トランシルヴァニア山脈
トランシルヴァニア・アルプス、南カルパティア山脈とも。
南部。ルーマニア中部を東西に走る。最高峰はモルドヴェアヌ山 (Vârful Moldoveanu, 2544 m)。トランシルヴァニア高原の南縁をなす。
- トランシルヴァニア高原（ルーマニア語版）
トランシルヴァニア盆地ならびにトランシルバニア丘陵地帯とも。
ルーマニア中部でカルパティア山脈南部が凵字型に屈曲した部分に囲まれた、三角形の高原。

なお、西カルパティア山脈、東カルパティア山脈という用語もあるが、山脈が長く屈曲しているため、
- ルーマニア部分に着目し、トランシルヴァニア山脈より西が西カルパティア山脈、東が東カルパティア山脈（図）
- 東西、北西‐南東に延びている部分に着目し、タトラ山脈とベスキディ山脈が西カルパティア山脈、ルーマニア部分が東カルパティア山脈

と、指す範囲は一定しない。